# Florian Laudt
Florian Laudt (* 23. Februar 1984 in Gießen) ist ein ehemaliger deutscher Handballspieler. Laudt spielte ab der Saison 2013/14 bis zum Ende der Saison 2015/2016 bei der HSG Wetzlar in der Handball-Bundesliga. Zuvor spielte er beim benachbarten Verein TV Hüttenberg, in dessen Jugendabteilung er ausgebildet wurde. Bereits in der Saison 2005/2006 spielte der Regisseur (Rückraum-Mitte) in der ersten Liga für die HSG Wetzlar, bekam aber hinter Nebojša Golić wenig Spielanteile und wechselte nach einer Saison wieder zurück zum TVH. Im Juni 2013 wurde sein erneuter Wechsel zur HSG verkündet.
Florian Laudt war Juniorennationalspieler und absolvierte 39 Junioren- sowie 25 Jugendländerspiele für Deutschland.
Nebenbei arbeitet er als Lehrer an der Gesamtschule IGS Busecker Tal.